# Colombiers (Vienne)
Colombiers è un comune francese di 1 507 abitanti situato nel dipartimento della Vienne nella regione della Nuova Aquitania.

## Società

### Evoluzione demografica
Abitanti censiti